# Saultain
 Saultain  là một xã ở tỉnh Nord ở miền bắc nước Pháp. Xã này có diện tích 6,45 km², dân số năm 1999 là 2077 người. Xã nằm ở khu vực có độ cao trung bình 70 mét trên mực nước biển. 